# Wyspa dzieci (powieść Pera Jersilda)
Wyspa dzieci (szw. Barnens ö) – powieść Pera Jersilda (1976) ukazująca życie nastolatków w Szwecji. Na jej podstawie powstał w 1980 roku film w reżyserii Kaya Pollaka.
Reine jest jedenastoletnim chłopcem mieszkającym na przedmieściach Sztokholmu. Boi się dojrzewania, widząc w nim zagrożenie dla własnej osobowości. Samotnie wychowująca chłopca matka postanawia go wysłać na kolonie letnie na Wyspę dzieci, największy ośrodek wypoczynku letniego dzieci w Szwecji. Matka wyjeżdża, co powoduje, że Reine nie jedzie na wyspę, postanawiając sprawdzić swoje teorie, między innymi powstawania raka (uważa, że powodują go fale radiowe). Aby przeżyć, musi samodzielnie znaleźć pracę. Znajduje posadę przy malowaniu wstęg na wieńce żałobne. Niestety, właścicielka, Olga, bankrutuje. Reine, któremu grozi głód, przystaje do grupy raggare – młodzieżowych chuliganów i przestępców, wsławiających się głównie rozbijaniem imprez publicznych. Na tym nie kończy się jego odyseja – spotyka jeszcze dziwniejszych ludzi.
Książka jest próbą pokazania lęków i zagrożeń, z jakimi wchodzi w dorosłe życie młody Szwed. Opisuje okrucieństwa w rzekomo przyjaznej dziecku szwedzkiej szkole, nastawienie dorosłych, brutalizację życia i kult przemocy.
Książka została przetłumaczona przez Halinę Thylwe na język polski.